# Scott-Marcondes Cesar-São José dos Campos
Scott-Marcondes Cesar-São José dos Campos was een Braziliaanse wielerploeg, gesponsord door onder andere de Amerikaanse fietsenbouwer Scott.
Kopmannen van de ploeg waren sprinter Luciano Pagliarini en ronderenner Andrei Sartassov. Pagliarini koerste eerder voor het Spaanse ProTourteam Saunier Duval.

## Ploeg per jaar
- Ploeg 2010